# Henrique II da Áustria
Henrique II, (1107 – Viena, 13 de janeiro de 1177) foi conde palatino do Reno entre 1140-1141, marquês da Áustria entre 1141 a 1156 e, como Henrique XI, também duque da Baviera entre 1141-1156, duque da Áustria entre 1156-1177 e um príncipe da dinastia Babemburgo.
Sendo filho de Leopoldo III, primeiro torna-se conde palatino do Reno até ser eleito como duque da Baviera e da Áustria quando o seu irmão, Leopoldo IV, faleceu. Até 1143, ele foi casado com Gertrude de Suplingemburgo, a filha do imperador Lotário III.  Em 1148 casou com Teodora Comnena, uma sobrinha do Imperador Bizantino Manuel I.